# Campeonato Carioca 2021
El Campeonato Carioca de 2021 fue la edición 124.ª del principal campeonato de clubes de fútbol del Estado de Río de Janeiro. El torneo fue organizado por la Federação de Futebol do Estado do Rio de Janeiro (FFERJ) y está entre los torneos más importantes del país. Concedió  cuatro cupos a la Copa de Brasil 2022. Comenzó el 16 de enero de 2021 y finalizó  el 22 de mayo del mismo año.

## Sistema de disputa

### Criterios de desempate
En caso de empate en puntos, se aplicará el criterio de desempate, sucesivamente:
1. Mayor número de partidos ganados
2. Mayor diferencia de goles
3. Mayor número de goles anotados (goles a favor)
4. Confronto directo
5. Menor número de tarjetas amarillas y rojas, donde cada tarjeta roja se considerará equivalente a tres tarjetas amarillas
6. Sorteo público en la sede de la FFERJ, en día y hora por determinar

### Fase preliminar
La fase preliminar, con los cuatro equipos del 12.º al 15.º lugar del año anterior más los dos ascendidos de la Serie B1 de 2020, definirá el equipo que participará en la fase principal del campeonato y los cinco clubes descendidos a la Serie A2 de 2021. La disputa será en el sistema de todos contra todos, en dos ruedas.

### Fase principal
En un formato diferente, la fase principal solo estará formada por la Taça Guanabara.

#### Taça Guanabara
La Taça Guanabara será disputada por los 11 equipos mejor clasificados en el campeonato del año anterior y el campeón de la fase preliminar. Con 11 rondas y los cuatro primeros clasificados decidiendo, en un cruce olímpico (1.º vs 4.º y 2.º vs 3.º), las semifinales del campeonato será en partidos de ida y vuelta, con ventaja de empate (en puntos ganados Y diferencia de goles) para los equipos mejores clasificados, así como la elección de la localía (primer o segundo partido). En las finales (entre los ganadores de las semifinales) no habrá ventaja para ningún equipo, pero el equipo mejor clasificado podrá elegir la localía (en el 1.er o 2.° partido) y habrá una tanda de penaltis en caso de empate (puntos y diferencia de goles).

#### Taça Río
La Taça Río será disputada únicamente por los equipos clasificados en el 5.º a 8.º lugar de la Taça Guanabara (fase principal) en paralelo a lo disputado en las semifinales y finales de la Taça Guanabara y, por tanto, el Campeonato. Las semifinales en un cruce olímpico (5.º vs 8.º y 6.º vs 7.º), en partidos de ida y vuelta, con ventaja para el mejor clasificado (en puntos ganados y diferencia de goles). En los partidos finales, no habrá ventaja para ninguno de los equipos y también una tanda de penaltis en caso de empate (puntos y diferencia de goles).

## Cobertura televisiva
| Empresa            | Canales |
| ------------------ | ------- |
| RecordTV (abierto) |         |
| FERJ TV (PPV)      |         |

## Equipos participantes

### Ascensos y descensos
| Pos. | Descendidos en la temporada 2020 |
| ---- | -------------------------------- |
| 16.º | Nova Iguaçu                      |
| Pos. | Ascendidos de la Serie B1 2020   |
| 1.º  | Nova Iguaçu                      |
| 2.º  | Sampaio Corrêa                   |

### Información de los equipos

#### Fase preliminar
| Equipo         | Ciudad                | Estádio          | Capacidad |
| -------------- | --------------------- | ---------------- | --------- |
| América        | Río de Janeiro        | Giulite Coutinho | 13 544    |
| Americano      | Campos dos Goytacazes | Ferreirão        | 900       |
| Cabofriense    | Cabo Frío             | Correão          | 2611      |
| Friburguense   | Nova Friburgo         | Eduardo Guinle   | 5 500     |
| Nova Iguaçu    | Nova Iguaçu           | Laranjão         | 1 810     |
| Sampaio Corrêa | Saquarema             | Lourival Gomes   | 1 800     |

#### Fase principal
| Equipo        | Ciudad         | Estádio             | Capacidad |
| ------------- | -------------- | ------------------- | --------- |
| Bangu         | Río de Janeiro | Moça Bonita         | 9024      |
| Boavista-RJ   | Saquarema      | Eucyr Resende       | 4315      |
| Botafogo      | Río de Janeiro | Nilton Santos       | 44 661    |
| Flamengo      | Río de Janeiro | Maracanã            | 78 838    |
| Fluminense    | Río de Janeiro | Maracanã            | 78 838    |
| Macaé         | Macaé          | Eucyr Resende       | 4315      |
| Madureira     | Río de Janeiro | Conselheiro Galvão  | 5014      |
| Nova Iguaçu   | Nova Iguaçu    | Laranjão            | 1 810     |
| Portuguesa-RJ | Río de Janeiro | Luso-Brasileiro     | 5044      |
| Resende       | Resende        | Trabalhador         | 4600      |
| Vasco         | Río de Janeiro | São Januário        | 21 880    |
| Volta Redonda | Volta Redonda  | Raulino de Oliveira | 18 230    |

## Fase preliminar
| Pos. | Equipo         | Pts. | PJ | G | E | P | GF | GC | Dif. | Clasificación 2020              |
| ---- | -------------- | ---- | -- | - | - | - | -- | -- | ---- | ------------------------------- |
| 1    | Nova Iguaçu    | 23   | 10 | 7 | 2 | 1 | 12 | 5  | +7   | Clasificado a la fase principal |
| 2    | Cabofriense    | 21   | 10 | 6 | 3 | 1 | 17 | 10 | +7   | Serie A2 2021                   |
| 3    | Sampaio Corrêa | 14   | 10 | 4 | 2 | 4 | 10 | 9  | +1   | Serie A2 2021                   |
| 4    | América        | 12   | 10 | 2 | 6 | 2 | 12 | 13 | −1   | Serie A2 2021                   |
| 5    | Americano      | 10   | 10 | 3 | 1 | 6 | 13 | 17 | −4   | Serie A2 2021                   |
| 6    | Friburguense   | 2    | 10 | 0 | 2 | 8 | 11 | 21 | −10  | Serie A2 2021                   |

Actualizado a los partidos jugados el 20 de febrero de 2021.
 Fuente: Globo Esporte

### Primera vuelta
- Los horarios corresponden a la hora local de Brasil (UTC-3).

| América     | 1 - 1 | Sampaio Corrêa | Giulite Coutinho | 16 de enero | 15:00 |
| Americano   | 3 - 2 | Cabofriense    | Ferreirão        | 16 de enero | 15:00 |
| Nova Iguaçu | 1 - 0 | Friburguense   | Laranjão         | 16 de enero | 15:00 |

| Sampaio Corrêa | 1 - 2 | Nova Iguaçu | Lourival Gomes | 20 de enero | 15:00 |
| Friburguense   | 1 - 1 | Americano   | Eduardo Guinle | 20 de enero | 15:00 |
| Cabofriense    | 0 - 0 | América     | Correão        | 20 de enero | 15:00 |

| Americano   | 1 - 2 | Sampaio Corrêa | Ferreirão        | 23 de enero | 15:30 |
| Cabofriense | 2 - 1 | Friburguense   | Correão          | 23 de enero | 15:30 |
| América     | 1 - 1 | Nova Iguaçu    | Giulite Coutinho | 23 de enero | 15:30 |

| Sampaio Corrêa | 0 - 1 | Cabofriense | Lourival Gomes | 27 de enero | 15:30 |
| Friburguense   | 1 - 2 | America     | Eduardo Guinle | 27 de enero | 15:30 |
| Nova Iguaçu    | 1 - 0 | Americano   | Laranjão       | 27 de enero | 15:30 |

| Friburguense | 1 - 2 | Sampaio Corrêa | Eduardo Guinle | 30 de enero | 15:30 |
| Cabofriense  | 1 - 0 | Nova Iguaçu    | Correão        | 30 de enero | 15:30 |
| Americano    | 3 - 0 | América        | Ferreirão      | 30 de enero | 15:30 |

### Segunda vuelta
| Sampaio Corrêa | 0 - 0 | América     | Lourival Gomes | 3 de febrero | 15:30 |
| Cabofriense    | 2 - 1 | Americano   | Correão        | 3 de febrero | 15:30 |
| Friburguense   | 0 - 1 | Nova Iguaçu | Eduardo Guinle | 3 de febrero | 15:30 |

| Nova Iguaçu | 1 - 0 | Sampaio Corrêa | Laranjão         | 6 de febrero | 15:30 |
| Americano   | 2 - 1 | Friburguense   | Ferreirão        | 6 de febrero | 15:30 |
| América     | 1 - 1 | Cabofriense    | Giulite Coutinho | 6 de febrero | 18:30 |

| Sampaio Corrêa | 2 - 0 | Americano   | Lourival Gomes | 10 de febrero | 15:30 |
| Friburguense   | 2 - 5 | Cabofriense | Eduardo Guinle | 10 de febrero | 15:30 |
| Nova Iguaçu    | 1 - 0 | América     | Laranjão       | 10 de febrero | 15:30 |

| Cabofriense | 2 - 1 | Sampaio Corrêa | Correão          | 17 de febrero | 15:30 |
| Americano   | 1 - 3 | Nova Iguaçu    | Ferreirão        | 17 de febrero | 15:30 |
| América     | 4 - 4 | Friburguense   | Giulite Coutinho | 17 de febrero | 18:30 |

| Sampaio Corrêa | 1 - 0 | Friburguense | Lourival Gomes   | 20 de febrero | 15:30 |
| Nova Iguaçu    | 1 - 1 | Cabofriense  | Laranjão         | 20 de febrero | 15:30 |
| America        | 3 - 1 | Americano    | Giulite Coutinho | 20 de febrero | 15:30 |

## Fase principal

### Taça Guanabara
| Pos. | Equipo        | Pts. | PJ | G | E | P  | GF | GC | Dif. | Clasificación 2021                                                           |
| ---- | ------------- | ---- | -- | - | - | -- | -- | -- | ---- | ---------------------------------------------------------------------------- |
| 1    | Flamengo      | 23   | 11 | 7 | 2 | 2  | 23 | 10 | +13  | Campeón de la Taça Guanabara y clasificado a las semifinales del campeonato. |
| 2    | Fluminense    | 22   | 11 | 7 | 1 | 3  | 20 | 11 | +9   | Clasificado a las semifinales del campeonato.                                |
| 3    | Portuguesa-RJ | 21   | 11 | 6 | 3 | 2  | 20 | 8  | +12  | Clasificado a las semifinales del campeonato.                                |
| 4    | Volta Redonda | 21   | 11 | 6 | 3 | 2  | 18 | 13 | +5   | Clasificado a las semifinales del campeonato.                                |
| 5    | Vasco da Gama | 17   | 11 | 4 | 5 | 2  | 21 | 15 | +6   | Clasificado a las semifinales de la Taça Rio.                                |
| 6    | Nova Iguaçu   | 15   | 11 | 4 | 3 | 4  | 16 | 15 | +1   | Clasificado a las semifinales de la Taça Rio.                                |
| 7    | Botafogo      | 15   | 11 | 3 | 6 | 2  | 14 | 9  | +5   | Clasificado a las semifinales de la Taça Rio.                                |
| 8    | Madureira     | 15   | 11 | 3 | 6 | 2  | 13 | 16 | −3   | Clasificado a las semifinales de la Taça Rio.                                |
| 9    | Resende       | 11   | 11 | 3 | 2 | 6  | 11 | 21 | −10  |                                                                              |
| 10   | Boavista-RJ   | 11   | 11 | 2 | 5 | 4  | 14 | 16 | −2   |                                                                              |
| 11   | Bangu         | 6    | 11 | 1 | 3 | 7  | 5  | 18 | −13  |                                                                              |
| 12   | Macaé         | 1    | 11 | 0 | 1 | 10 | 6  | 29 | −23  | Serie A2 2021.                                                               |

Actualizado a los partidos jugados el 25 de abril de 2021.
 Fuente: Globo Esporte

#### Fixture
- La hora de cada encuentro corresponde al huso horario correspondiente al Estado de Río de Janeiro (UTC-3).

| Flamengo      | 1 - 0 | Nova Iguaçu | Maracanã            | 2 de marzo | 21:35 | Record  |
| Macaé         | 0 - 1 | Bangu       | Eduardo Guinle      | 3 de marzo | 15:00 | FERJ TV |
| Volta Redonda | 2 - 2 | Madureira   | Raulino de Oliveira | 3 de marzo | 17:00 | FERJ TV |
| Botafogo      | 0 - 0 | Boavista    | Nilton Santos       | 3 de marzo | 18:00 | FERJ TV |
| Vasco da Gama | 0 - 1 | Portuguesa  | São Januário        | 3 de marzo | 21:00 | FERJ TV |
| Resende       | 2 - 1 | Fluminense  | Maracanã            | 4 de marzo | 21:00 | FERJ TV |

| Macaé         | 0 - 2 | Flamengo      | Maracanã            | 6 de marzo | 18:00 | FERJ TV |
| Volta Redonda | 1 - 0 | Vasco da Gama | Raulino de Oliveira | 6 de marzo | 21:05 | Record  |
| Nova Iguaçu   | 0 - 0 | Madureira     | Laranjão            | 7 de marzo | 15:30 | FERJ TV |
| Fluminense    | 0 - 3 | Portuguesa    | Maracanã            | 7 de marzo | 16:00 | FERJ TV |
| Boavista      | 2 - 0 | Bangu         | Elcyr Resende       | 7 de marzo | 18:00 | FERJ TV |
| Botafogo      | 3 - 0 | Resende       | Nilton Santos       | 7 de marzo | 20:15 | FERJ TV |

| Madureira   | 0 - 0 | Resende       | Conselheiro Galvão | 13 de marzo | 15:30 | FERJ TV |
| Nova Iguaçu | 2 - 2 | Vasco da Gama | São Januário       | 13 de marzo | 18:00 | FERJ TV |
| Bangu       | 0 - 0 | Botafogo      | Nilton Santos      | 13 de marzo | 21:05 | Record  |
| Portuguesa  | 0 - 1 | Volta Redonda | Luso-Brasileiro    | 14 de marzo | 15:30 | FERJ TV |
| Flamengo    | 0 - 1 | Fluminense    | Maracanã           | 14 de marzo | 18:00 | FERJ TV |
| Boavista    | 1 - 1 | Macaé         | Elcyr Resende      | 15 de marzo | 16:00 | FERJ TV |

| Flamengo      | 4 - 1 | Resende     | Maracanã            | 19 de marzo | 21:00 | FERJ TV |
| Volta Redonda | 1 - 0 | Macaé       | Raulino de Oliveira | 20 de marzo | 15:00 | FERJ TV |
| Boavista      | 1 - 2 | Nova Iguaçu | Elcyr Resende       | 20 de marzo | 17:00 | FERJ TV |
| Bangu         | 0 - 1 | Fluminense  | São Januário        | 20 de marzo | 21:05 | Record  |
| Madureira     | 1 - 0 | Portuguesa  | Conselheiro Galvão  | 21 de marzo | 15:30 | FERJ TV |
| Vasco da Gama | 1 - 1 | Botafogo    | São Januário        | 21 de marzo | 18:00 | FERJ TV |

| Resende       | 1 - 0 | Volta Redonda | Trabalhador        | 23 de marzo | 15:30 | FERJ TV |
| Boavista      | 0 - 2 | Fluminense    | Elcyr Resende      | 23 de marzo | 18:00 | FERJ TV |
| Madureira     | 1 - 0 | Bangu         | Conselheiro Galvão | 24 de marzo | 15:30 | FERJ TV |
| Vasco da Gama | 3 - 1 | Macaé         | São Januário       | 24 de marzo | 18:00 | FERJ TV |
| Botafogo      | 0 - 2 | Flamengo      | Nilton Santos      | 24 de marzo | 21:35 | Record  |
| Nova Iguaçu   | 0 - 0 | Portuguesa    | Laranjão           | 25 de marzo | 15:30 | FERJ TV |

| Fluminense    | 2 - 3 | Volta Redonda | Elcyr Resende    | 26 de marzo | 16:00 | FERJ TV |
| Bangu         | 0 - 0 | Resende       | Laranjão         | 27 de marzo | 15:30 | FERJ TV |
| Vasco da Gama | 2 - 2 | Madureira     | Los Larios       | 27 de marzo | 15:30 | FERJ TV |
| Boavista      | 1 - 1 | Flamengo      | Elcyr Resende    | 27 de marzo | 21:05 | Record  |
| Portuguesa    | 3 - 0 | Macaé         | Giulite Coutinho | 28 de marzo | 15:30 | FERJ TV |
| Nova Iguaçu   | 1 - 2 | Botafogo      | Elcyr Resende    | 28 de marzo | 18:00 | FERJ TV |

| Fluminense    | 1 - 1 | Vasco da Gama | Raulino de Oliveira | 30 de marzo | 21:35 | Record  |
| Macaé         | 1 - 3 | Nova Iguaçu   | Los Larios          | 31 de marzo | 15:30 | FERJ TV |
| Botafogo      | 1 - 1 | Madureira     | Giulite Coutinho    | 31 de marzo | 17:00 | FERJ TV |
| Flamengo      | 3 - 0 | Bangu         | Raulino de Oliveira | 31 de marzo | 21:00 | FERJ TV |
| Resende       | 0 - 1 | Portuguesa    | Trabalhador         | 1 de abril  | 15:30 | FERJ TV |
| Volta Redonda | 3 - 1 | Boavista      | Raulino de Oliveira | 1 de abril  | 18:00 | FERJ TV |

| Vasco da Gama | 4 - 2 | Bangu       | Raulino de Oliveira | 3 de abril | 21:05 | Record  |
| Resende       | 1 - 4 | Boavista    | Trabalhador         | 4 de abril | 11:00 | FERJ TV |
| Botafogo      | 1 - 1 | Portuguesa  | Giulite Coutinho    | 4 de abril | 17:00 | FERJ TV |
| Volta Redonda | 3 - 2 | Nova Iguaçu | Raulino de Oliveira | 4 de abril | 18:00 | FERJ TV |
| Madureira     | 1 - 5 | Flamengo    | Raulino de Oliveira | 5 de abril | 21:00 | FERJ TV |
| Macaé         | 0 - 4 | Fluminense  | Raulino de Oliveira | 6 de abril | 21:35 | Record  |

| Macaé         | 1 - 3 | Resende       | Elcyr Resende       | 10 de abril | 15:30 | FERJ TV |
| Portuguesa    | 5 - 1 | Bangu         | Luso Brasileiro     | 10 de abril | 15:30 | FERJ TV |
| Volta Redonda | 2 - 2 | Botafogo      | Raulino de Oliveira | 10 de abril | 21:05 | Record  |
| Madureira     | 0 - 0 | Boavista      | Conselheiro Galvão  | 11 de abril | 15:30 | FERJ TV |
| Fluminense    | 3 - 1 | Nova Iguaçu   | Maracanã            | 11 de abril | 18:00 | FERJ TV |
| Flamengo      | 1 - 3 | Vasco da Gama | Maracanã            | 15 de abril | 19:00 | FERJ TV |

| Madureira   | 4 - 2 | Macaé         | Conselheiro Galvão | 17 de abril | 15:15 | FERJ TV |
| Fluminense  | 1 - 0 | Botafogo      | Maracanã           | 17 de abril | 16:00 | FERJ TV |
| Portuguesa  | 2 - 2 | Flamengo      | Luso Brasileiro    | 17 de abril | 21:05 | Record  |
| Bangu       | 1 - 1 | Volta Redonda | Moça Bonita        | 18 de abril | 15:15 | FERJ TV |
| Nova Iguaçu | 4 - 2 | Resende       | Laranjão           | 18 de abril | 15:15 | FERJ TV |
| Boavista    | 2 - 2 | Vasco da Gama | Elcyr Resende      | 18 de abril | 18:30 | FERJ TV |

| Resende    | 1 - 3 | Vasco da Gama | São Januário    | 24 de abril | 16:00 | FERJ TV |
| Portuguesa | 4 - 2 | Boavista      | Luso Brasileiro | 24 de abril | 19:00 | FERJ TV |
| Flamengo   | 2 - 1 | Volta Redonda | Maracanã        | 24 de abril | 19:00 | FERJ TV |
| Fluminense | 4 - 1 | Madureira     | Maracanã        | 25 de abril | 11:05 | Record  |
| Bangu      | 0 - 1 | Nova Iguaçu   | Moça Bonita     | 25 de abril | 15:15 | FERJ TV |
| Botafogo   | 4 - 0 | Macaé         | Nilton Santos   | 25 de abril | 18:00 | FERJ TV |

| Bandera del estado de Río de Janeiro |

| Campeón |

| Flamengo 23.° título |

### Taça Río

#### Semifinales
| 1 de mayo, 15:15 (UTC-3) FERJ TV | Madureira   | 1:0 (0:0) | Vasco da Gama | Conselheiro Galvão, Río de Janeiro                            |                                                               |
|                                  | Sampaio 58' | Reporte   |               | Asistencia: 0 espectadores Árbitro(s): João Batista de Arruda | Asistencia: 0 espectadores Árbitro(s): João Batista de Arruda |

| 2 de mayo, 18:00 (UTC-3) FERJ TV | Botafogo | 0:0     | Nova Iguaçu | Nilton Santos, Río de Janeiro                                  |                                                                |
|                                  |          | Reporte |             | Asistencia: 0 espectadores Árbitro(s): Rejane Caetano da Silva | Asistencia: 0 espectadores Árbitro(s): Rejane Caetano da Silva |

| 8 de mayo, 16:00 (UTC-3) FERJ TV | Vasco da Gama                        | 2:1 (1:1) | Madureira    | São Januário, Río de Janeiro                                  |                                                               |
|                                  | Marquinhos Gabriel 31' · G. Cano 80' | Reporte   | Humberto 44' | Asistencia: 0 espectadores Árbitro(s): Grazianni Maciel Rocha | Asistencia: 0 espectadores Árbitro(s): Grazianni Maciel Rocha |

| 9 de mayo, 18:00 (UTC-3) FERJ TV | Nova Iguaçu | 0:1 (0:0) | Botafogo         | Nilton Santos, Río de Janeiro                             |                                                           |
|                                  |             | Reporte   | Pedro Castro 73' | Asistencia: 0 espectadores Árbitro(s): Alex Gomes Stefano | Asistencia: 0 espectadores Árbitro(s): Alex Gomes Stefano |

#### Final
| 16 de mayo, 11:05 (UTC-3) Record | Botafogo | 0:1 (0:1) | Vasco da Gama | Nilton Santos, Río de Janeiro                               |                                                             |
|                                  |          | Reporte   | G. Cano 46'   | Asistencia: 0 espectadores Árbitro(s): Rafael Martins de Sá | Asistencia: 0 espectadores Árbitro(s): Rafael Martins de Sá |

| 22 de mayo, 15:05 (UTC-3) Record | Vasco da Gama               | 0:1 (0:0) (3:0 p.)         | Botafogo                                        | São Januário, Río de Janeiro                                          |                                                                       |
|                                  |                             | Reporte                    | Gilvan 71'                                      | Asistencia: 0 espectadores Árbitro(s): Mauricio Machado Coelho Junior | Asistencia: 0 espectadores Árbitro(s): Mauricio Machado Coelho Junior |
|                                  |                             | Tiros desde el punto penal |                                                 |                                                                       |                                                                       |
|                                  | Andrey · Zeca · Gabriel Pec |                            | Pedro Castro · Felipe Ferreira · Matheus Frizzo |                                                                       |                                                                       |

| Bandera del estado de Río de Janeiro |

| Campeón |

| Vasco da Gama 11.° título |

## Fase final

### Semifinales
| Ida; 1 de mayo de 2021, 21:05 (UTC-3) Record | Volta Redonda | 0:3 (0:0) | Flamengo            | Raulino de Oliveira, Volta Redonda                          |                                                             |
|                                              |               | Reporte   | Pedro 49' 52' 90+4' | Asistencia: 0 espectadores Árbitro(s): Rafael Martins de Sá | Asistencia: 0 espectadores Árbitro(s): Rafael Martins de Sá |

| Ida; 2 de mayo de 2021, 16:00 (UTC-3) FERJ TV | Portuguesa         | 1:1 (1:0) | Fluminense              | Luso-Brasileiro, Río de Janeiro                                          |                                                                          |
|                                               | Chayene 14' (pen.) | Reporte   | A. Hernández 56' (pen.) | Asistencia: 0 espectadores Árbitro(s): Alexandre Vargas Tavares de Jesus | Asistencia: 0 espectadores Árbitro(s): Alexandre Vargas Tavares de Jesus |

| Vuelta; 8 de mayo de 2021, 21:05 (UTC-3) Record | Flamengo                                            | 4:1 (3:0) | Volta Redonda   | Maracanã, Río de Janeiro                                         |                                                                  |
|                                                 | Michael 11' · Gabriel Barbosa 20' 42' · Vitinho 48' | Reporte   | João Carlos 90' | Asistencia: 0 espectadores Árbitro(s): Felipe da Silva Gonçalves | Asistencia: 0 espectadores Árbitro(s): Felipe da Silva Gonçalves |

| Vuelta; 9 de mayo de 2021, 16:00 (UTC-3) FERJ TV | Fluminense                                         | 3:1 (1:1) | Portuguesa         | Maracanã, Río de Janeiro                                     |                                                              |
|                                                  | Yago Felipe 21' · Gabriel Teixeira 55' · Kayky 66' | Reporte   | Chayene 43' (pen.) | Asistencia: 0 espectadores Árbitro(s): Bruno Arleu de Araújo | Asistencia: 0 espectadores Árbitro(s): Bruno Arleu de Araújo |

### Final
| Ida; 15 de mayo de 2021, 21:15 (UTC-3) Record | Fluminense       | 1:1 (0:1) | Flamengo            | Maracanã, Río de Janeiro                                                 |                                                                          |
|                                               | A. Hernández 77' | Reporte   | Gabriel Barbosa 18' | Asistencia: 0 espectadores Árbitro(s): Alexandre Vargas Tavares de Jesus | Asistencia: 0 espectadores Árbitro(s): Alexandre Vargas Tavares de Jesus |

| Vuelta; 22 de mayo de 2021, 21:05 (UTC-3) Record | Flamengo                                  | 3:1 (2:0) | Fluminense | Maracanã, Río de Janeiro                                     |                                                              |
|                                                  | Gabigol 43' 45+1' (pen.) · João Gomes 87' | Reporte   | Fred 51'   | Asistencia: 0 espectadores Árbitro(s): Bruno Arleu de Araújo | Asistencia: 0 espectadores Árbitro(s): Bruno Arleu de Araújo |

| Bandera del estado de Río de Janeiro |

| Campeón |

| Flamengo 37.° título |

## Clasificación general
| Pos. | Equipos       | PJ | PG | PE | PP | GF | GC | Dif. | Pts. | Nota                                                 |
| ---- | ------------- | -- | -- | -- | -- | -- | -- | ---- | ---- | ---------------------------------------------------- |
| 1.   | Flamengo      | 13 | 8  | 3  | 2  | 27 | 12 | +15  | 27   | Campeón y clasificado a la Copa de Brasil 2022.      |
| 2.   | Fluminense    | 13 | 7  | 2  | 4  | 22 | 15 | +7   | 23   | Subcampeón y clasificado a la Copa de Brasil 2022.   |
| 3.   | Portuguesa-RJ | 11 | 6  | 3  | 2  | 20 | 8  | +12  | 21   | Clasificado a la Copa de Brasil 2022 y Serie D 2022. |
| 4.   | Volta Redonda | 11 | 6  | 3  | 2  | 18 | 13 | +5   | 21   | Clasificado a la Copa de Brasil 2022.                |
| 5.   | Vasco da Gama | 13 | 5  | 5  | 3  | 22 | 16 | +6   | 20   | Ganador de la Taça Río.                              |
| 6.   | Botafogo      | 13 | 4  | 6  | 3  | 15 | 10 | +5   | 18   |                                                      |
| 7.   | Nova Iguaçu   | 11 | 4  | 3  | 4  | 16 | 15 | +1   | 16   | Clasificado a la Serie D 2022.                       |
| 8.   | Madureira     | 11 | 3  | 6  | 2  | 13 | 16 | −3   | 15   |                                                      |
| 9.   | Resende       | 11 | 3  | 2  | 6  | 11 | 21 | −10  | 11   |                                                      |
| 10.  | Boavista-RJ   | 11 | 2  | 5  | 4  | 14 | 16 | −2   | 11   |                                                      |
| 11.  | Bangu         | 11 | 1  | 3  | 7  | 5  | 18 | −13  | 6    |                                                      |
| 12.  | Macaé         | 11 | 0  | 1  | 10 | 6  | 29 | −23  | 1    | Descendido a la Serie A2 2021.                       |

## Goleadores
Actualizado el 22 de mayo de 2021.
| Jugador         | Club          | Goles |
| --------------- | ------------- | ----- |
| Alef Manga      | Volta Redonda | 9     |
| Gabriel Barbosa | Flamengo      | 8     |
| Germán Cano     | Vasco da Gama | 7     |
| Pedro           | Flamengo      | 6     |
| Anderson Künzel | Nova Iguaçu   | 6     |
| Fred            | Fluminense    | 6     |
| Luiz Paulo      | Madureira     | 6     |